# Big Mountain 2000
Big Mountain 2000 és un videojoc d'esquí i snowboard llançat per la Nintendo 64 al 2000.
El videojoc va ser llançat al Japó sota el títol Snow Speeder el 1998, i llavors dos anys després va ser llançat als Estats Units.